# Hamvasszárnyú füzikehangyász
A hamvasszárnyú füzikehangyász (Euchrepomis spodioptila) a madarak osztályának verébalakúak (Passeriformes) rendjébe és a hangyászmadárfélék (Thamnophilidae) családjába tartozó faj.

## Rendszerezése
A fajt Philip Lutley Sclater és Osbert Salvin írták le 1881-ben, a Terenura nembe Terenura spodioptila néven. Egyes szervezetek, jelenleg is ide sorolják.

## Alfajai
- Euchrepomis spodioptila spodioptila (E. Snethlage, 1925)
- Euchrepomis spodioptila signata (Zimmer, 1932)
- Euchrepomis spodioptila meridionalis (E. Snethlage, 1925)[2]

## Előfordulása
Dél-Amerika északi részén, Brazília, Ecuador, Kolumbia, Francia Guyana, Guyana, Peru, Suriname és Venezuela területén honos. Természetes élőhelyei a szubtrópusi vagy trópusi síkvidéki esőerdők. Állandó, nem vonuló faj.

## Megjelenése
Testhossza 11 centiméter, testtömege 6,5–7,5  gramm.

## Életmódja
Rovarokkal és pókokkal táplálkozik.

## Természetvédelmi helyzete
Az elterjedési rendkívül nagy, egyedszáma ugyan csökken, de még nem éri el a kritikus szintet. A Természetvédelmi Világszövetség Vörös listáján nem fenyegetett fajként szerepel.